# Nicolas Cazalé
Nicolas Cazalé (Pau, 24 aprile 1977) è un attore e modello francese.
È noto per il suo ruolo nel film Viaggio alla Mecca (2004), per il quale ha vinto il Premio della Giuria per il miglior attore Newport International Film Festival del 2005. Nel 2008 ha vinto il Shooting Stars Award al Festival di Berlino.

## Biografia
Nicolas Cazalé ha frequentato la scuola d'arte drammatica Cours Florent di Parigi. Ma dopo un breve periodo ha abbandonato i suoi studi di recitazione per esordire nella serie televisiva Louis Page - Les gens du voyage di Jean Nainchrik.
Nel cinema si è affermato con il ruolo di protagonista in Le Clan (2004) del regista Gaël Morel, dove ha interpretato Marc, uno dei tre fratelli francesi di origine algerina rimasti orfani di madre. Il suo personaggio è un giovane ribelle che scarica le proprie tensioni nella Capoeira, in esercizi fisici in palestra e nella droga, che si procura abitualmente da un gruppo di spacciatori senza scrupoli. Passa la vita per le strade con il suo clan di amici e il suo cane da combattimento, con cui ha un rapporto molto stretto. Nel film è al fianco di Stéphane Rideau, che interpreta il fratello maggiore Christophe, e di Thomas Dumerchez, il fratello minore.
Nel 2008 è stato candidato al Premio César per la migliore promessa maschile per il film Le Fils de l'épicier di Éric Guirado.

## Filmografia

### Cinema
- Bella ciao, regia di Stéphane Giusti (2001)
- Les chemins de l'oued, regia di Gaël Morel (2002)
- L'amour dangereux, regia di Steve Suissa (2003)
- Le Clan, regia di Gaël Morel (2004)
- Viaggio alla Mecca (Le Grand Voyage), regia di Ismaël Ferroukhi (2004)
- Saint-Jacques... La Mecque, regia di Coline Serreau (2005)
- Pars vite et reviens tard, regia di Régis Wargnier (2007)
- UV - Seduzione fatale (UV), regia di Gilles Paquet-Brenner (2007)
- Le fils de l'épicier, regia di Eric Guirado (2007)
- Il caos da Ana (Caótica Ana), regia di Julio Medem (2007)
- Mensch, regia di Steve Suissa (2009)
- Stretch, regia di Charles de Meaux (2011)
- Géographie du cœur malchanceux (Geography of the Heart), regia di David Allain e Alexandra Billington (2014)
- Donne di mondo (Filles de joie), regia di Frédéric Fonteyne e Anne Paulicevich (2020)
- Overdose, regia di Olivier Marchal (2022)

### Televisione
- Louis Page – serie TV, episodio 1x02 (2000)
- Julie Lescaut – serie TV, episodio 10x06 (2001)
- Fabio Montale – serie TV, episodio 1x01 (2002)
- Les p'tits Lucas, regia di Dominique Ladoge - film TV (2002)
- Trop plein d'amour, regia di Steve Suissa - film TV (2003)
- Robinson Crusoë, regia di Thierry Chabert - film TV (2003)
- La vie dehors, regia di Jean-Pierre Vergne - film TV (2004)
- Conte de la frustration  regia di Didier D. Daarwin e Akhenaton - film TV (2009)
- Histoires de vies – serie TV, episodio 1x07 (2010)
- 1, 2, 3, voleurs - regia di Gilles Mimouni - Film TV (2011)
- Virage Nord regia di Virginie Sauveur - film TV (2014)
- Fiertés regia di Philippe Faucon - film TV (2018)
- Le Bureau des légendes serie TV, stagione 4 (2018)

### Regista
- Le temps d'après, fiction, di 15' con Daniel Duval (2010)
- Croire, fiction di 19' con Emmanuelle Seigner (2013)